# Надежда Вакъвчиева
Надежда Кузманова Пуховска, по-известна като Надежда Вакъвчиева е българска актриса.

## Биография
Родена е в Бяла на 7 юли 1907 г.
През периода 1932 – 1933 г. играе на сцената на Бургаския общински театър. За по един сезон играе в Народния театър, Плевенския областен театър, Ломския читалищен театър и в Софийския областен театър. Участва в основаването на Работническия театър в Перник. От 1938 до 1948 г. работи в Драматичния театър в Перник. За един сезон е в Драматичния театър във Враца. През периода 1948 – 1963 г. играе в театър „Трудов фронт“.
Почива на 17 януари 1989 г. в София.

## Роли
Надежда Вакъвчиева играе множество роли, по-значимите са:
- Дорина – „Тартюф“ на Молиер
- Соня – „Престъпление и наказание“ на Фьодор Достоевски
- Малама – „Вампир“ на Антон Страшимиров
- Мария Стюард – „Мария Стюард“ на Фридрих Шилер
- Боряна – „Боряна“ на Йордан Йовков[1]

## Филмография
- „Хайдушка клетва“ (1957) - брезовчанка
- „Любимец 13“ (1958)